# 北大白杨林荫道

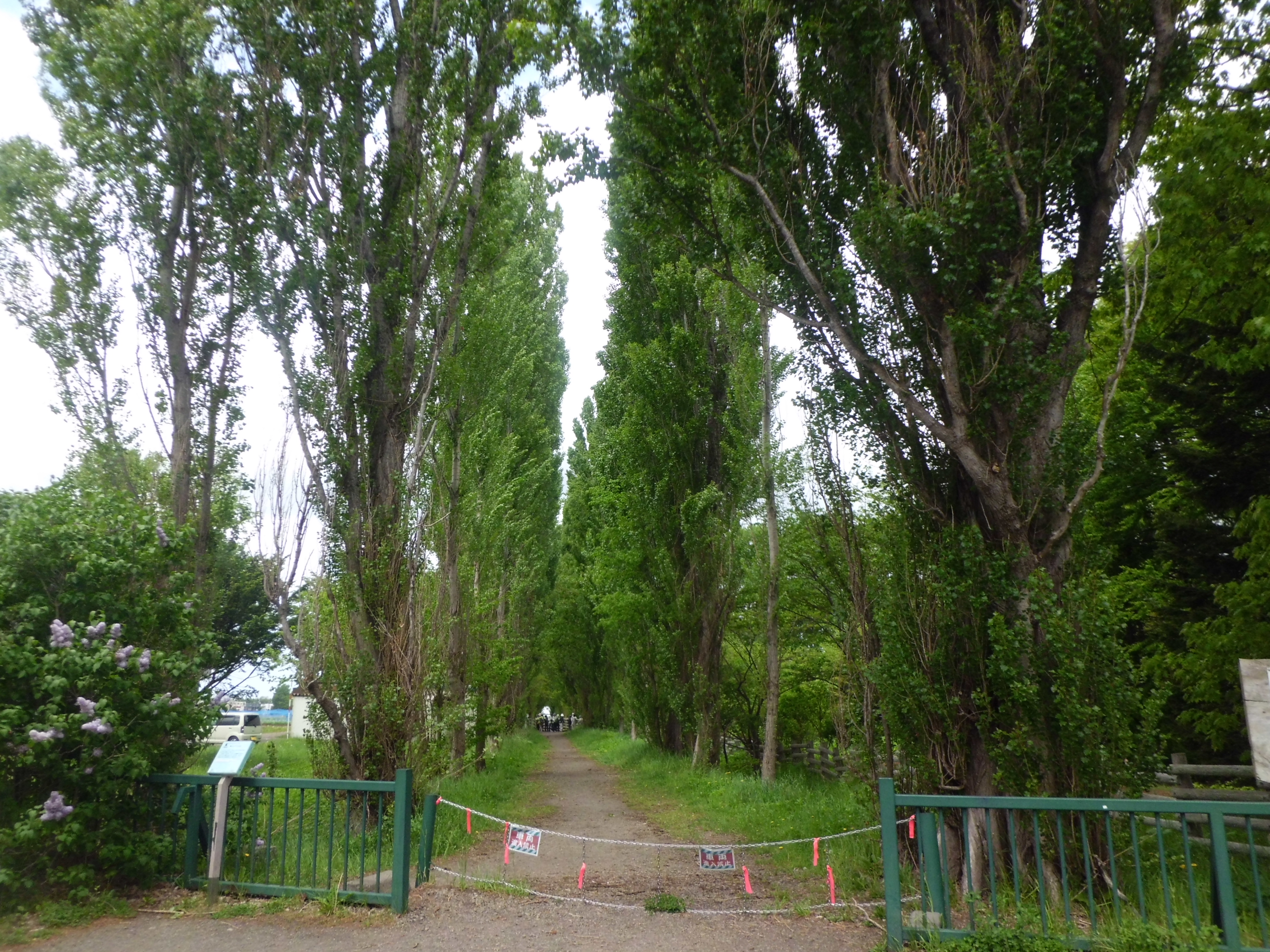
2015年5月

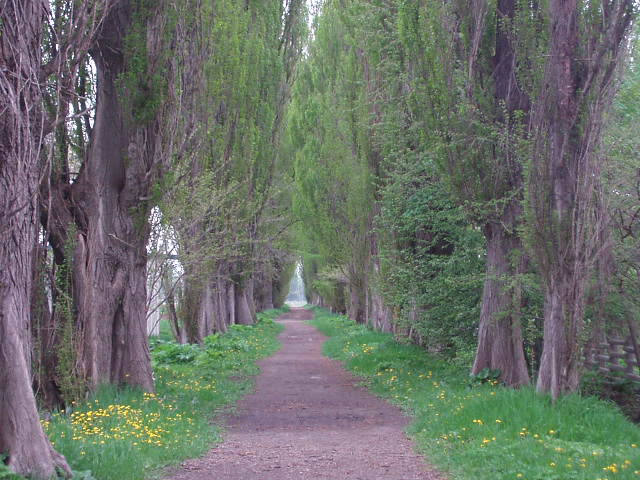
2004年5月

北大白杨林荫道，是位于北海道大学札幌校区的白杨树的林荫道，位于理学部与第一农场之间。

## 北大白杨林荫道
北大白杨林荫道作为北海道大学的标志之一，与札幌市钟楼、北海道厅旧本厅舍札幌市等同为札幌著名观光景点。
最初的数棵树种是由作为北大前身的札幌农学校的第二任校长森源三之子森广在1903年（明治36年）从美国带回，南鹰次郎教授将其种植在农用道旁，与刺槐行道木相连。1911年（明治44年），南鹰次郎教授与新渡户稻造同行前往美国时，出于为农场防风考虑，又购买了大量杨树树种。历年（1912年），在助手上田半二郎与林学科的学生的栽培下，最终形成了一条白杨林荫道。
1954年（昭和29年），在台风玛丽的侵袭中数棵白杨被吹倒。1959年的台风更造成10棵以上的白杨受灾，由此大学中开始计划砍伐白杨。但此时北海道知事町村金五收到了一名小学3年级的女孩的来信请求不要砍掉白杨，于是在町村知事的推动下，新的树苗又再次被种植，形成了比之前更加壮观的林荫道。但出于对树木断落的危险的考虑，决定禁止行人进入。
2004年（平成16年）9月8日，札幌受到超强台风桑达侵袭，北大校园的树木受到灭绝性的破坏，约50棵的白杨树种，包括重栽的2棵在内只剩下32棵，其余半数尽毁。旭川市制材厂将被吹倒的其中一棵白杨制成了一台大键琴。之后林荫道中被吹倒的部分被栽种了新的白杨树，并搭建起了木板栈桥，其中一部分开放给行人作为散步之用。

## 扩展阅读
- 北海道大学综合博物馆. . 北海道大学图书刊行会. 2004-12-25. ISBN 4-8329-0327-6.
- 青木由直. . 札幌秘境100选 (マップショップ). 2006-10-30. ISBN 4-9903282-0-5.
- 小野有五. . 北海道新闻社. 2007-12-08. ISBN 978-4-89453-433-9.

43°4′25.6″N 141°20′16.6″E / 43.073778°N 141.337944°E